# Milionia rawakensis
Milionia rawakensis là một loài bướm đêm trong họ Geometridae.